# Limnodynastes dumerilii
Limnodynastes dumerilli és una espècie de granota que viu a Austràlia i que ha estat introduïda a Nova Zelanda.